# Шапюи, Фелисиен
Фелисиен Шапюи (29 апреля 1824, Вервье, Валлония — 30 сентября 1879, там же) — бельгийский врач, геолог, ботаник и энтомолог. Доктор философии, медицины и технических наук.

## Биография
Сын врача. С раннего возраста проявлял интерес к биологии и естественным наукам. Стал бакалавром немецкой филологии после учёбы в Бонне.
Продолжил изучать естественные науки в Льежском университете, где подружился с Э. Кандэзом, и в 1848 году получил степень доктора философии, а затем изучал медицину, став в 1852 году доктором медицины.
Впоследствии занимался врачебной практикой и естественными науками.
Вместе с Э. Кандэзом изучал фазы жизненного цикла ряда животных, в частности, личинок жесткокрылых.
В 1848 г. получил степень доктора технических наук. С 1852 года работал в Париже, затем вернулся в свой родной город.
Интересовался ботаникой и написал книгу о почтовых голубях.
Ф. Шапюи — автор нескольких ценных трудов по систематике жесткокрылых, напечатал, между прочим:
- «Catalogue des larves des Coléoptères, avec la description de plusieurs espèces nouvelles» (вместе с Э. Кандэзом,
- «Mém. Soc. Sc. Liège», 1853);
- «Description des fossiles des terrains secondaires de la province de Luxembourg» (вместе с Девальком, Брюссель, 1853);
- «Le pigeon voyageur belge» (Верьве, 1865);
- «Monographie des Platypides» («Mém. Soc. Sc. Liège», 1866);
- «Synopsis des Scolytides» (там же, 1869);
- «Genera des Coléoptères etc.» (начато Ж. Т. Лакордером, т. X—XII: «Phytophages, Erotyliens, Endomychides, Coccinellides», П., 1874-76);
- «Synopsis des espèces du genre Saropsis» («Ann Soc. Ent. Belg.», 1877).
- Histoire naturelle des Insectes. Genera des Coléoptères. Tome X. Libraire encyclopédique de Roret, Paris, 455 pp., pls. 111—124. (Phytophages), 1874
- Histoire naturelle des Insectes. Genera des Coléoptères. Tome XI. Libraire encyclopédique de Roret, Paris, 420 pp., pls. 125—130. (Phytophages), 1875
- Histoire naturelle des Insectes. Genera des Coléoptères. Tome XII. Libraire encyclopédique de Roret, Paris, 424 pp., pls. 131—134. (Érotyliens. Endomychides, Coccinellides), 1876.

## Награды и признания
- Кавалер ордена Леопольда I
- Член-корреспондент (1858), действительный член (1865) Королевской академии наук, письменности и изящных искусств Бельгии